# روجر ألتون
روجر ألتون (بالإنجليزية: Roger Alton) هو صحفي بريطاني، ولد في 20 ديسمبر 1947.